# Zamek Sønderborg

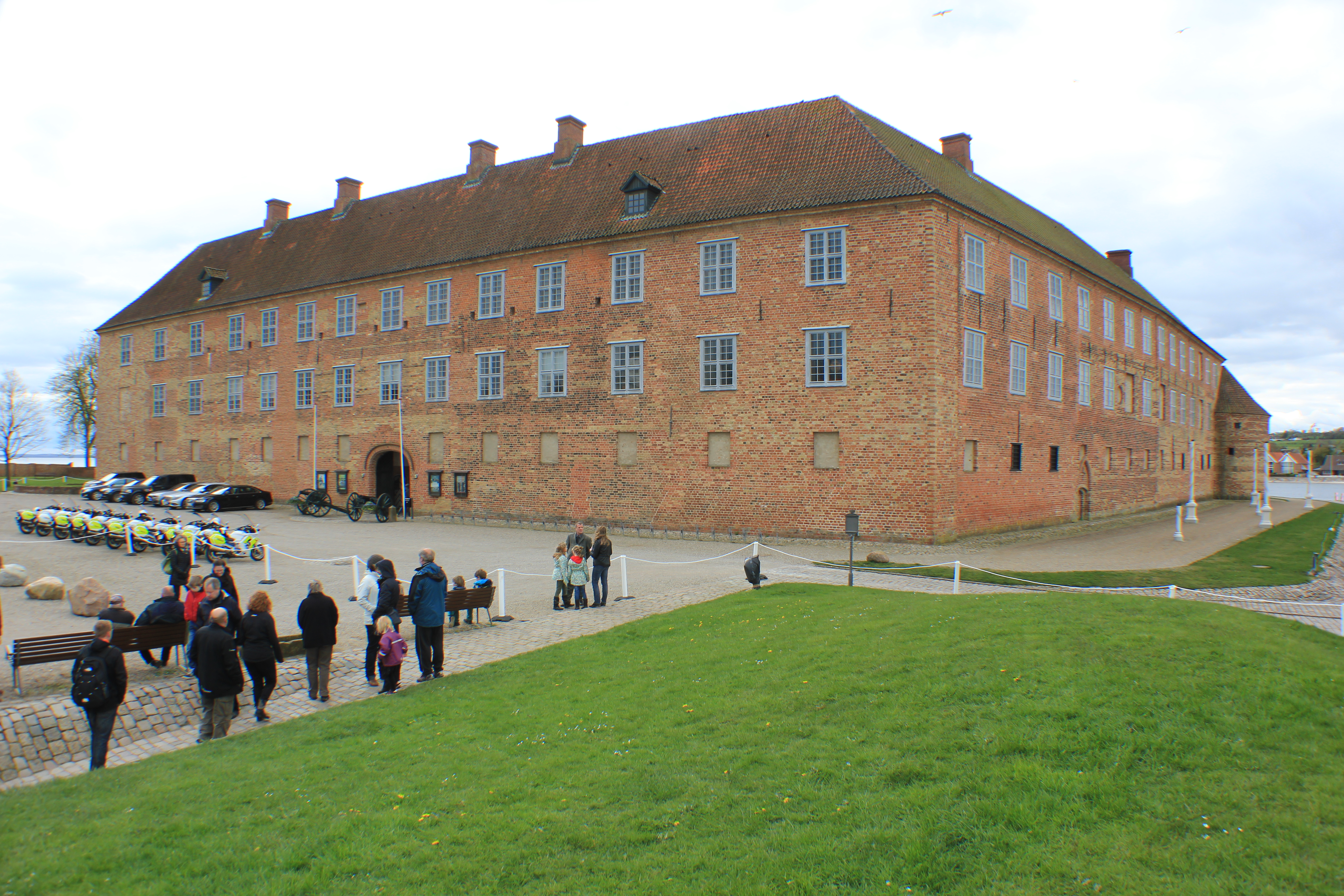
Zamek Sønderborg

Zamek Sønderborg (duń. Sønderborg Slot) – zamek obronny znajdujący się w centrum miasta Sønderborg, na wyspie Als, w regionie Dania Południowa. Należy do jednych z najstarszych budynków świeckich w południowej części Półwyspu Jutlandzkiego. Współcześnie mieści się w nim otwarte przez cały rok muzeum poświęcone historii i kulturze tego terenu od średniowiecza do czasów współczesnych. Można obejrzeć w nim ekspozycję obrazującą duńsko-niemieckie zmagania o Szlezwik.

## Historia
Historia zamku zaczyna się w XII wieku (rok 1158); ówczesny król Danii, Waldemar I Wielki (1131–1182), zlecił zbudowanie warowni w celu ochrony duńskiego wybrzeża przed najazdami Słowian. Stanowiła ona część większego systemu fortyfikacji. Warownia składała się wówczas w zasadzie z tylko jednej wieży zamkowej, której pozostałości znajdują się za północno-wschodnimi murami. W 1253 roku król Krzysztof I podbił zamek i zniszczono mury forteczne budowli. W 1350 roku zastąpiono pierwotną wieżę bardziej solidną. Od tego samego roku zamek był stopniowo powiększany i przebudowywany; z czasem wokół twierdzy rozwinęło się również miasto. Zamek często zmieniał właściciela, ponieważ należał naprzemiennie do królów duńskich i książąt Południowej Jutlandii. W 1490 roku forteca stała się własnością duńskiej korony i dzięki Janowi Oldenburgowi i jego synowi Chrystianowi II Oldenburgowi stanowiła jedną z najmocniejszych fortec w państwie. W latach 1532–1549 w murach warowni przetrzymywany był ostatni katolicki władca Danii – wspomniany już Chrystian II Oldenburg (zwany również Okrutnym). W połowie XVI wieku (lata 1549-1557) król Chrystian III Oldenburg przekształcił fortecę w czteroskrzydłowy zamek u architekta Herculesa von Oberberg (1517–1602). Zachowano zachodnie skrzydło króla Jana Oldenburga i dodano trzy dalsze skrzydła w nowym, renesansowym stylu. Po śmierci Chrystiana III Oldenburga w 1559 roku Hercules von Oberberg zbudował wyjątkową kaplicę zamkową (1568–1570) dla królowej matki Doroty Saskiej. Swój obecny kształt warownia uzyskała w czasie ostatniej większej przebudowy jaka miała miejsce w pierwszej połowie XVIII wieku. W latach 1718–1726 Fryderyk IV Oldenburg odbudował zamek w stylu barokowym u wykonawcy Wilhelma von Platen. Podczas wojny napoleońskiej i wojen duńsko-niemieckich zamek służył jako szpital wojskowy, a od 1864 do 1919 r. był koszarami pruskimi. W 1908 roku zamek został przekształcony w muzeum.